# Шемур
Шемур — горный хребет, расположенный в Свердловской области России, в южной части которого находится заповедник «Денежкин Камень».

## Этимология
«Шемур» на мансийском языке означает чёрная гора.

## География
Горный хребет Шемур расположен на границе муниципальных образований «Ивдельский городской округ» и «Североуральский городской округ» Свердловской области, вытянутый с севера на юг от истока реки Тальтия (правый приток рек Ивдель) до истока реки Шегультан (левый приток реки Сосьва). Длина хребта — 20 километров. В 15 километрах к востоку-юго-востоку от хребта находится село Всеволодо-Благодатское.
В южной части хребта располагается заповедник «Денежкин Камень».
Склоны покрыты пихтово-еловым с кедром лесом, а вершины — редколесьем, местами березовое криволесье, горная тундра, альпийские луга, каменные россыпи и скалы. В окрестностях хребта от города Ивдель вдоль реки Тальтия к северной части ведёт грунтовая дорога.